# Märaskäret
Märaskäret är en ö i Finland. Den ligger i Norra kvarken och i kommunerna Korsholm och Vörå i landskapet Österbotten, i den västra delen av landet. Ön ligger omkring 32 kilometer norr om Vasa och omkring 400 kilometer norr om Helsingfors.
Öns area är 2,82 kvadratkilometer och dess största längd är 2,6 kilometer i öst-västlig riktning. Ön höjer sig omkring 20 meter över havsytan.